# دراج جیبوتی
دراج جیبوتی (نام علمی: Francolinus ochropectus) نام یک گونه از سرده دراج است.